# Poeti laghisti

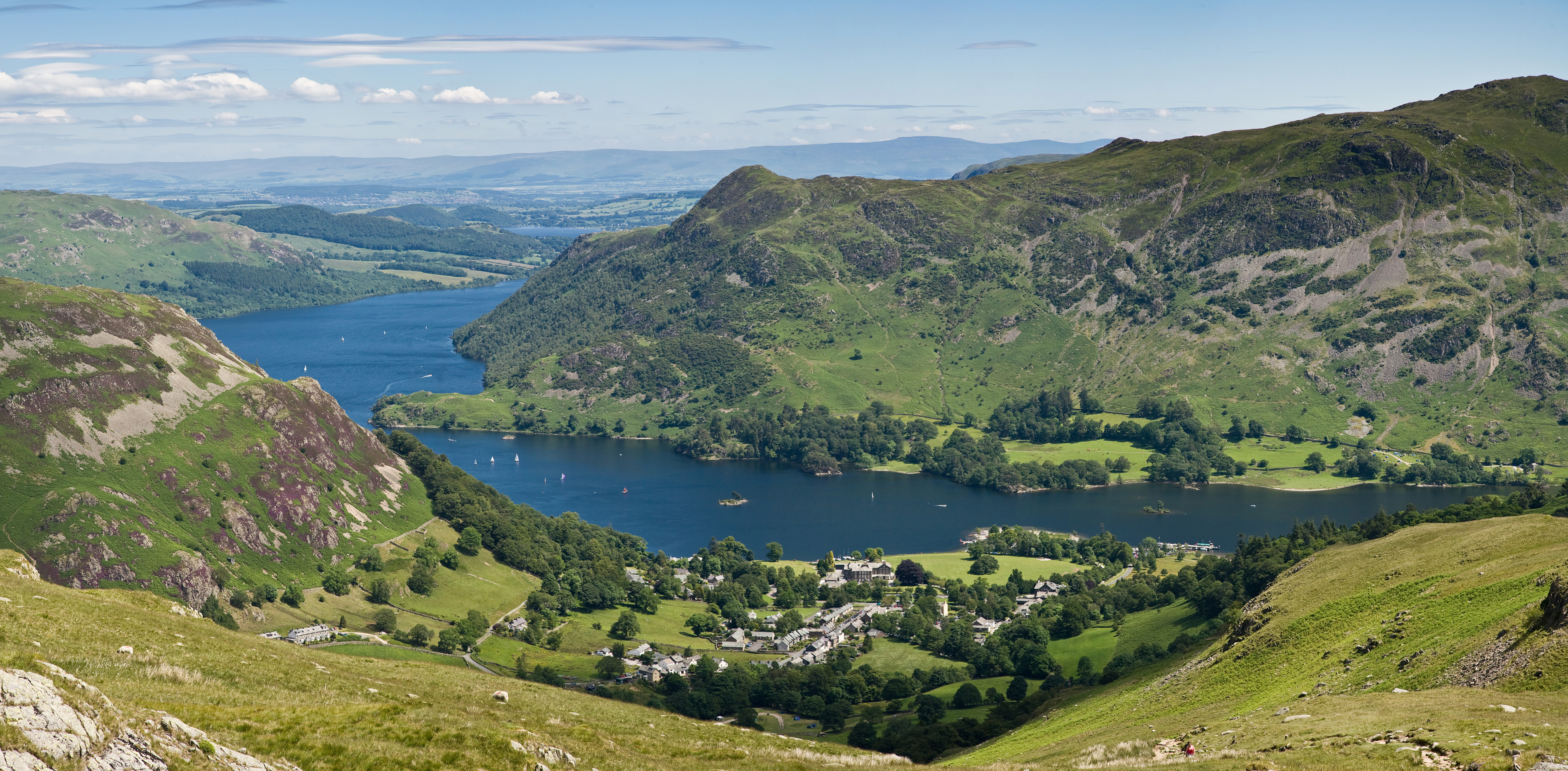
The Lake District

I poeti laghisti (Lake Poets in lingua inglese) furono un gruppo di poeti, letterati e artisti vissuti tutti nell'area conosciuta come Lake District, nel nord ovest dell'Inghilterra, durante la prima metà del XIX secolo.
Come gruppo, essi non seguirono nessuna "scuola" specifica di pensiero o pratica letteraria allora conosciuta, anche se i loro lavori furono uniformemente disprezzati dalla Edinburgh Review. Essi sono considerati parte del movimento romantico.
Le tre personalità principali tra i poeti laghisti furono William Wordsworth, Samuel Taylor Coleridge e Robert Southey. A essi furono associati altri poeti e scrittori, inclusi Dorothy Wordsworth, Charles Lloyd, Hartley Coleridge, John Wilson, Charles Lamb, Mary Lamb e Thomas De Quincey.

## Origini del nome
La denominazione di "laghisti" (in inglese: "Lakers", "Bards of the Lakes", o anche "Lake School") nasce per opera della Edinburgh Review come termine dispregiativo. L'idea di una "nuova scuola" è presente già a partire dal 1797, menzionata nella rivista satirica tory Anti-Jacobin, or Weekly Examiner, in cui però la critica si concentra sugli ideali politici dei poeti, e non sulle loro opere.
Nel 1802 il termine “New School” viene utilizzato dal redattore della Edinburgh Review Francis Jeffrey come critica al poema epico Thalaba the Destroyer di Southey, e in generale per riferirsi a quella che egli definiva una “setta di poeti” (“sect of poets”), con particolare enfasi nei confronti di Wordsworth. Sarà solo nel 1814 che però egli denominerà i poeti come “Lakers”, quindi associando la poetica al luogo.
Pur avendo concezioni politiche e letterarie comuni, oltre che un'amicizia, nessuno dei laghisti si è mai riconosciuto davvero in una scuola. La definizione ha tuttavia creato l'immagine di un gruppo unitario, aiutando in un certo senso la fama degli artisti e quella dello stesso Lake District.

## Figure principali

### William Wordsworth
Nei mesi compresi tra il 1798 e il 1799 Wordsworth vive a Goslar, in Germania, assieme alla sorella Dorothy e Coleridge, il quale tuttavia abita separato dai due. Questo periodo provoca nel poeta sentimenti di estrema nostalgia e solitudine, che, nonostante la difficoltà, lo portano a scrivere i Lucy Poems e a iniziare il suo Prelude (Il Preludio).
Al loro ritorno nel Nord dell'Inghilterra, dopo una breve visita a Sockburn, i tre intraprendono un tour nel Lake District, zona che Wordsworth conosce già accuratamente, essendo nativo del Cumberland. Sarà però proprio questo viaggio a far prendere la decisione al poeta di ritornare con Dorothy nelle sue “montagne natie” e stabilirsi in un ritiro poetico nel Dove Cottage, a Grasmere.

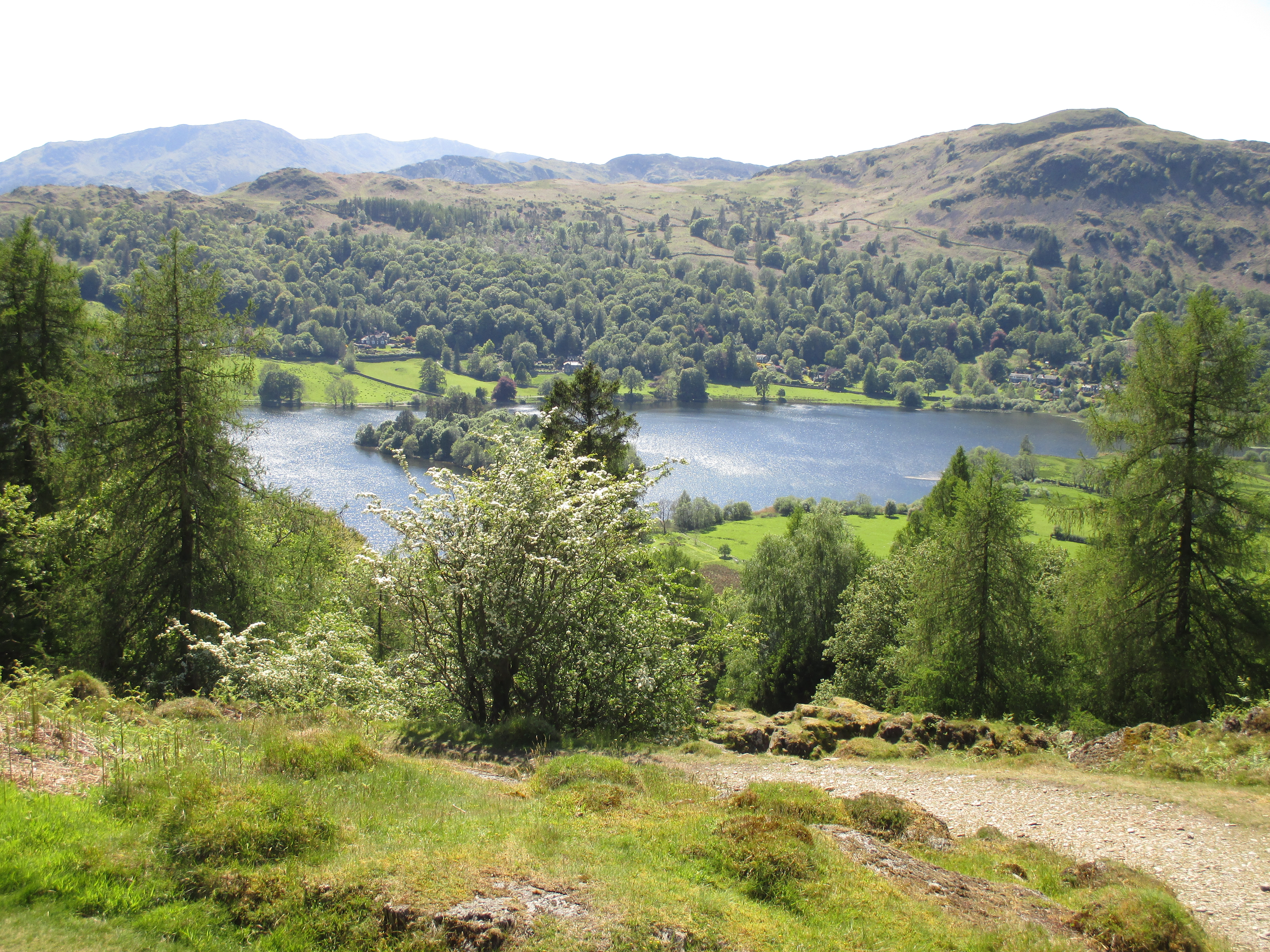
Vista dal Dove Cottage, Grasmere

L'ambiente diventerà uno degli aspetti fondamentali dell'identità poetica di Wordsworth (e, per estensione, del Romanticismo inglese): la Natura, specialmente se nel suo stato più puro, è intrinsecamente legata alla vita dell'uomo, e la poesia può esprimere tale relazione. Come Wordsworth afferma nella prefazione del 1802 alle Lyrical Ballads:
Nelle idee di Wordsworth, inoltre, la Natura incide non solo sui temi della poesia, ma anche sul linguaggio utilizzato. Sempre nella prefazione alle Lyrical Ballads Wordsworth dichiara:

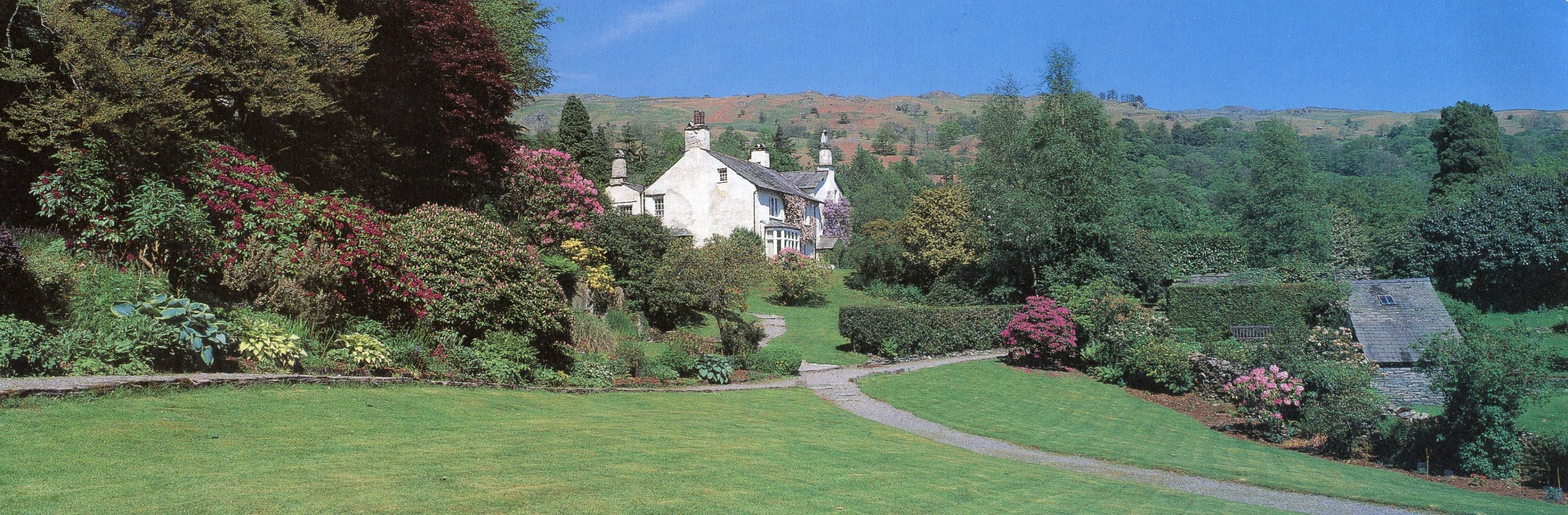
Vista di Rydal Mount, abitazione dei Wordsworth dal 1813 al 1850

Dopo il matrimonio con Mary Hutchinson nel 1802 e la nascita di quattro figli, Wordsworth si trasferisce prima nella residenza di Allen Bank, e successivamente a Rydal Mount, dove rimarrà per il resto della sua vita.
Il poeta divenne una vera e propria attrazione turistica all'interno del Lake District, richiamando negli anni numerosi visitatori. Ciò verrà incrementato dall'uscita della sua Guide to the Lakes: inizialmente pubblicata anonima nel 1810 come introduzione a una raccolta di incisioni, e successivamente ampliata e redatta fino ad arrivare alla versione definitiva nel 1835, l'opera si propone di essere una guida (fisica e mentale) per il turista che voglia esplorare il territorio. In essa Wordsworth espone inoltre alcune delle sue idee sulla salvaguardia dell'ambiente, scagliandosi contro i nuovi insediamenti e il cambiamento territoriale che ne consegue, e mostrando inoltre una visione della natura meno idealizzata rispetto a quella precedentemente dimostrata nelle Ballads.

### Samuel Taylor Coleridge
Seguendo Wordsworth, Coleridge si trasferisce al cottage Greta Hall, nei pressi di Keswick, dove però rimarrà solo per quattro anni, dal 1800 al 1804.
Durante la sua permanenza, Coleridge affronta diversi problemi di salute (in parte esacerbati dal clima difficile della zona), che lo portano a fare uso di laudano (Kendal Black Drop) e a svilupparne una dipendenza. Ciò avviene in concomitanza con una sempre crescente difficoltà nello scrivere e nel dormire, con l'accumularsi dei debiti, e con diversi disaccordi con Wordsworth; in particolare, il rifiuto da parte di quest'ultimo di inserire l'incompiuto poema Christabel all'interno delle Lyrical Ballads provoca in Coleridge sentimenti di depressione e, in parte, rivalità nei confronti dell'amico.
La visione del Lake District posseduta da Coleridge è ben diversa da quella degli altri laghisti. Come racconta in alcune delle sue lettere, egli è solito compiere lunghe camminate attraverso le valli e montagne del luogo. Queste esperienze lo portano a vedere nel District una natura più fortemente gotica, psicologicamente meno consolatoria rispetto all'immagine presentata da Wordsworth. Ciò si riflette enormemente sulla sua poesia, in primis nella Ballad Christabel, dal tema femmineo e vampiresco (che può aver ispirato la successiva Carmilla di Sheridan Le Fanu), ma anche nell'aria di mistero che pervade  La ballata del vecchio marinaio.

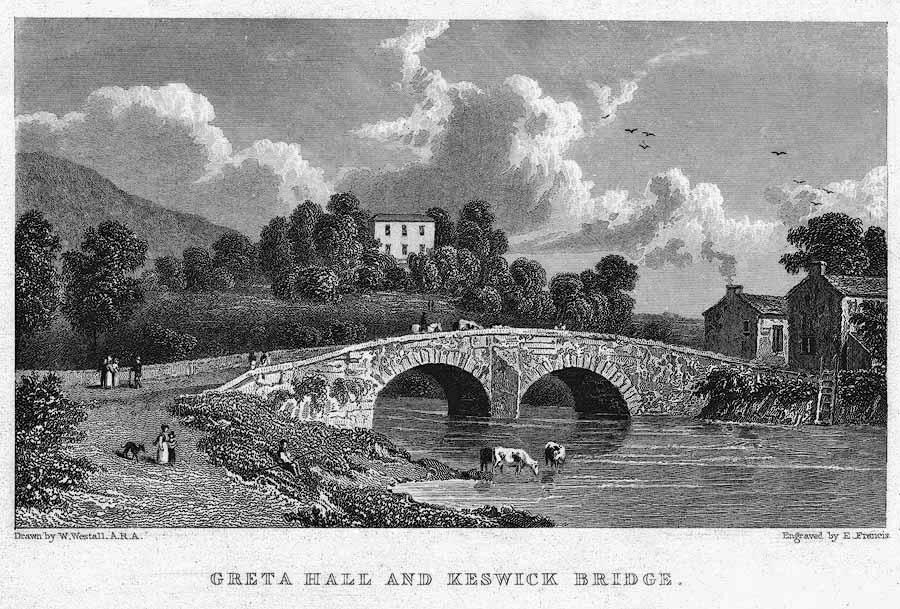
Greta Hall, Keswick; abitazione dei Coleridge (1800-1804) e di Robert Southey (1803-1843)

### Robert Southey
Southey, originario di Bristol, stringe durante i suoi anni a Oxford una forte amicizia con Coleridge, che in giovinezza condivide le sue idee filosofiche e politiche, tanto da creare insieme a lui la teoria di una società utopica detta pantisocrazia (idea che comunque Southey abbandonerà a distanza di pochi anni).
Nel 1803 si trasferisce, assieme alla moglie Edith Fricker, a Greta Hall, di cui diviene proprietario in seguito alla partenza di Coleridge nel 1804, e dove rimarrà per il resto della sua vita. Sara Coleridge-Fricker, sorella di Edith, continuerà a vivere a Greta Hall con i suoi tre figli, e a un'altra sorella, Mary, rimasta vedova di Robert Lovell, poeta e amico comune sia di Southey sia di Coleridge.
Oltre alla creazione di vari poemi lunghi a tema mitologico e orientale, per i quali acquisisce una discreta fama tra i suoi contemporanei (tanto da ricoprire dal 1813 al 1843, anno della sua morte, la carica di Poeta laureato del Regno Unito), Southey è anche un prolifico scrittore di prose, storico, biografo e saggista, tanto da essere definito da De Quincey "il più industrioso letterato di cui si abbiano notizie". A differenza di quanto avviene con gli altri laghisti, però, l'ambiente del District non si accorda particolarmente con il carattere delle sue opere.

## Seconda generazione di romantici inglesi
Anche nei cosiddetti romantici di seconda generazione, Shelley, Keats e Byron, si trova un interesse verso la zona del Lake District. Da una prima identificazione poetica però scaturisce un rifiuto nei confronti di quelle figure che, inizialmente sostenitrici della causa rivoluzionaria, avevano col tempo moderato le proprie visioni. L'unica eccezione è rappresentata da Byron, che non visiterà mai i laghi, e, al contrario, criticherà sempre la solitudine del luogo e modellerà la propria poesia su altri aspetti, allontanandosi dal modello wordsworthiano e, in alcuni casi, opponendolo.
Shelley visita Southey a Keswick nel 1811, ispirato dalle sue idee repubblicane. Se inizialmente viene affascinato dalla solitudine e dalla natura del luogo, la sua opinione cambia dopo l'incontro con Southey, le cui posizioni politiche si erano sempre più orientate verso il partito Tory. Oltre a tale delusione, anche il luogo stesso appare a Shelley lontano dagli ideali romantici, non più naturale e libero ma condizionato dalle leggi economiche (dai “manufacturers”, come scrive). Il poeta non tornerà più nel Lake District, scegliendo come proprio luogo d'ispirazione l'Italia.
Una simile esperienza ha anche Keats nel 1818, durante il suo tour nel Regno Unito del Nord. Tale viaggio avviene in seguito alla pubblicazione dell'Endimione, che viene giudicato aspramente dalla critica. Il tour si propone quindi come un'educazione poetica, sulla base dell'ideale wordsworthiano di natura. L'effetto è però l'esatto opposto: nel periodo in cui Keats visita il District, non compone se non pochi versi; non incontra i Wordsworth poiché assenti da Rydal Mount, e la solitudine e naturalezza del Cumberland, diventato destinazione sempre più turistica, gli appaiono come illusorie. Sarà proprio in seguito al tour, ritornato a casa, che Keats esprimerà la propria idea di cosa sia la poesia e il poeta stesso, distinguendosi da Wordsworth:
(Lettera del 27 ottobre 1818, a Richard Woodhouse)
La definizione di “Laghista” viene quindi col passare degli anni associata, in linea generale, a una concezione di autore che abbandona non solo il proprio carattere politico iniziale, ma anche la stessa società, isolandosi in un mondo naturale idealizzato e fittizio.

## Figure associate
Numerose altre personalità hanno nel tempo avuto un rapporto importante con il Lake District. Tra di esse vi sono:

### Thomas de Quincey
Nato a Manchester da padre commerciante, De Quincey passa gli anni della sua giovinezza tra prestigio scolastico e vita da girovago. Nel 1802 infatti fugge dalla Grammar school della sua città per intraprendere un viaggio dal Galles a Londra (dove incontra Charles Lamb), solo per poi ricominciare gli studi nel 1804 a Oxford. Sempre nel 1804 inizia a far uso d'oppio; tale uso, come racconta in uno dei suoi scritti più famosi, Le confessioni di un mangiatore d'oppio, è inizialmente un'esperienza ricreativa positiva e un sollievo dai propri dolori nevralgici, ma diviene successivamente connesso a incubi e problemi di salute.

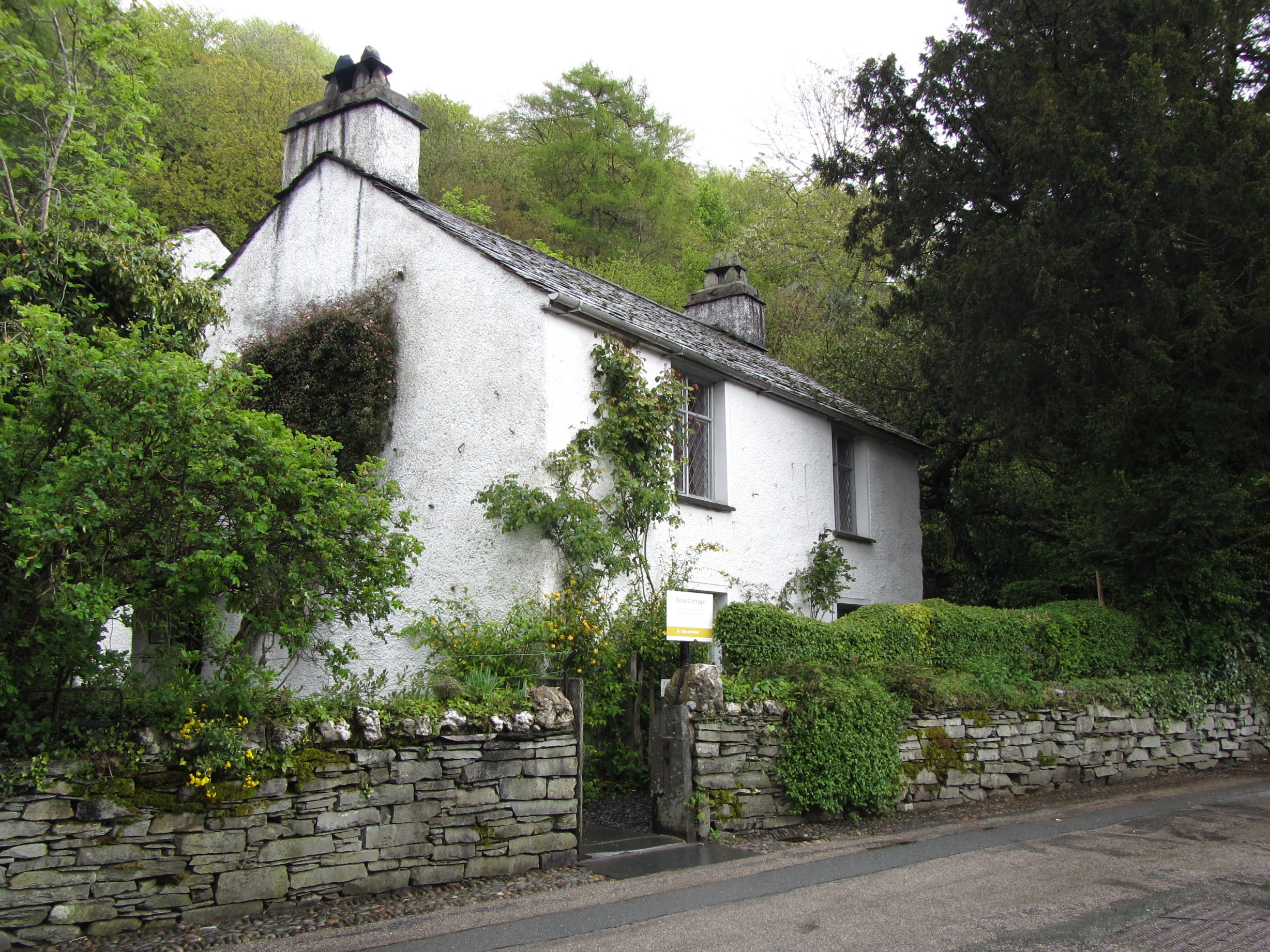
Dove Cottage, Grasmere; abitazione dei Wordsworth (1799-1808) e di De Quincey (1809-1820)

Nel 1809 De Quincey decide di trasferirsi a Grasmere (al Dove Cottage, dove rimane per dieci anni), ispirato sia dalla presenza di Wordsworth e Coleridge, nei confronti dei quali prova grande stima e amicizia, sia dall'amenità e solitudine del luogo. Passerà comunque quasi tutta la vita in ristrettezze economiche, lavorando come giornalista, saggista e traduttore.

### Dorothy Wordsworth
Sorella di William, si riavvicina al fratello dopo l'infanzia passata a Halifax presso una zia, e gli rimane accanto per tutta la vita. Pur senza ambizione di acquisire fama come autrice, produce numerosi scritti tra cui diari, lettere, poesie e dettagliate descrizioni paesaggistiche e di viaggio, pubblicati postumi con l'eccezione del contributo alla Guide to The Lakes (attribuito però al fratello).
È possibile ritrovare, specialmente all'interno delle Ballate Liriche ma anche di molti altri scritti, numerosi riferimenti agli avvenimenti e alle immagini descritte da Dorothy nei suoi diari, particolarmente se datati dal 1798 al 1804.
Temi centrali della sua produzione sono l'osservazione in dettaglio della natura, il vivere in una casa propria (dopo gli anni di giovinezza passati in assenza di stabilità), e una spiccata sensibilità nei confronti delle cose quotidiane.

### Charles Lamb
Nato a Londra, passa i primi anni in relativa tranquillità tra l'Inner Temple, dove lavora il padre, e la scuola di Christ's Hospital, dove ha come compagno Coleridge. Nel 1796, quando Charles aveva vent'anni, la sorella maggiore Mary, in seguito a vari segni di squilibrio (che iniziano a manifestarsi anche nello stesso Charles) uccide la madre e ferisce il padre. In risposta a tale episodio Charles assume potestà su Mary e continua, pur con gravi responsabilità, il proprio lavoro di contabile.
Pur vivendo sempre a Londra, diviene amico non solo di Coleridge, ma anche di William e Dorothy Wordsworth.
I suoi scritti, redatti in parte da Mary, includono poemetti, romanzi, saggi, commedie e tragedie.  Importante tra le sue opere è la rivalutazione del teatro elisabettiano, in particolare di Shakespeare.

### Harriet Martineau
Scrittrice, filosofa, giornalista e sociologa, nata a Norwich nel 1802. I suoi numerosi scritti spaziano dall'economia (la traduzione delle opere di Auguste Comte è considerata tra i suoi lavori principali) alla religione, dalla politica alla narrativa di viaggio. Nonostante i problemi di salute e la successiva invalidità, riesce, cosa rara per una donna dell'epoca, ad acquisire indipendenza economica.
Dal 1845 fino alla sua morte, con l'eccezione di un viaggio in Medio Oriente, Harriet Martineau vive ad Ambleside, in una casa da lei progettata chiamata “The Knoll”. Tra le opere ispirate dal Lake District vi è A Complete Guide to the English Lakes (1855), che in un certo modo sostituisce la precedente guida di Wordsworth. Particolare è anche l'Autobiography (1877).

### Altri
Tra gli altri intellettuali associati in modo più generico ai laghisti vi sono John Ruskin (che come Martineau passa gli ultimi anni della sua vita in Cumberland), Walter Scott e Hartley Coleridge, figlio di Samuel Taylor, diventato anch'egli scrittore.